# 台安站
台安站是位于中华人民共和国辽宁省鞍山市台安县台东街道的铁路车站，经过铁路为京哈铁路（秦沈客运专线），建于2003年，由沈阳局集团锦州车务段管辖。

## 历史
- 车站启用于2003年10月12日。
- 台安站将于2025年5月8日至6月12日进行施工作业。改造期间车站将暂停接发旅客列车，原停靠本站的列车将改为通过不停车或分流至盘锦北站停靠。

## 車站周邊
- 公铁客运分拨中心
- 京哈高速公路